# 野部村
野部村（のべむら）は静岡県の西部、豊田郡・磐田郡に属していた村である。磐田市北西端、天竜川左岸にあたる。

## 地理
- 河川：天竜川

## 歴史
- 1889年（明治22年）4月1日 - 町村制の施行により、横井新田、惣兵衛上新田、合代島村、下野部村、上野部村が合併して豊田郡野部村が発足。
- 1896年（明治29年）4月1日 - 郡制の施行により所属郡が磐田郡に変更。
- 1955年（昭和30年）4月1日 - 広瀬村・敷地村と合併して豊岡村が発足。同日野部村廃止。

## 交通

### 鉄道路線
- 光明電気鉄道（1928年 - 1936年）
  - 光明電気鉄道線
    - 田川駅 - 野部駅（下記の野部駅とは別） - 神田公園前駅
- 日本国有鉄道
  - 二俣線（現天竜浜名湖鉄道天竜浜名湖線）
    - 野部駅（現豊岡駅）

二俣線上野部駅は本村が廃止された1ヵ月後に開業している。